# Phytoecia sikkimensis
Phytoecia sikkimensis là một loài bọ cánh cứng trong họ Cerambycidae.